# Pungkie (Kaway XVI)
Pungkie is een bestuurslaag in het regentschap Aceh Barat van de provincie Atjeh, Indonesië. Pungkie telt 510 inwoners (volkstelling 2010).